# Angy Fernández
Ángela María Fernández González (Palma, 5 de setembro de 1990), mais conhecida pelo nome artístico Angy Fernández, é uma cantora e atriz espanhola. Ficou conhecida como uma das finalistas da primeira temporada da versão espanhola do programa de competição The X Factor (2007), bem como a vencedora da primeira edição do Tu cara me suena (2011), transmitido através do canal Antena 3. Em seus trabalhos como atriz, atuou em um papel de destaque na telenovela Física o química (2008–2011). Ao longo da carreira, divulgou os discos Angy (2008) e Drama Queen (2003), que se posicionaram entre os quarenta mais comercializados na Productores de Música de España (PROMUSICAE) — principal tabela musical organizada na Espanha.